# Матей (епископ виленский)
Епи́скоп Мате́й (Матфи́й) (лат. Matthias Vilnensis; пол. Maciej; около 1370 — 9 мая 1453, Вильна) — литовский католический священник. Первый жемайтский епископ (1417—1422), епископ виленский с 4 мая 1422 по 9 мая 1453 года.

## Биография
В 1408 году Матей окончил Пражский университет, получив степень магистра свободных искусств. После учился в Сиенским университете. Находясь на должности декана Трок, занимался распространение католицизма в Жемайтии. Поддерживал политический курс великого князя литовского Витовта, по инициативе которого 24 октября 1417 года в Троках Матей был рукоположён в сан епископа.
Согласно Яну Длугошу, Матей происходил из ливонских немцев, но Витовт называл его литвином. В феврале 1422 года в Новогородке он обвенчал короля польского Владислава II Ягайло с Софьей Гольшанской. В этом же году стал епископом виленским.
В привилее о назначении Матея на жемайтскую (медницкую) кафедру указывалось, что Матей, помимо прочего, удовлетворительно владеет жемайтским (samogithice) диалектом. По мнению современных литовских исследователей, это означает, что Матей усиливал позиции литовского (в современном смысле) языка в костёле ВКЛ. Белорусские историки указывали на то, что знание Матеем жемайтского диалекта в привилее указывалось как дополнительное качество, а «литовским языком» (в том числе и в костёле) тогда назывался старобелорусский.
Матей посылал своих представителей на Флорентийский собор. Заложил несколько церквей и активно защищал права и привилегии литвинов. Ввёл инквизицию для борьбы с гуситами. 27 октября 1430 отпел великого князя Витовта.
Был свидетелем при заключении Кристмемельского договора великого князя литовского Свидригайло с Тевтонским орденом, направленного против Польши. Но в следующем году поддержал Гродненскую унию. Будучи крупнейшим землевладельцем в Великом княжестве Литовском, оставался лоялен как Сигизмунду, так и Казимиру IV.
В 1435 году основал в Вильне консисторию (суд) и должность архидиакона. Был сторонником заключения православными унии с Римом и склонял к ней митрополита Герасима. Во время конфликта папы римского Евгения IV с Базельским собором поддержал мнение собора.
Матей не признал митрополита Исидора и препятствовал его намерениям заключить унию. Победа в споре Евгения IV усилила позиции Исидора, который начал процесс против Матея в Риме, обвиняя его в противодействии заключению унии.